# Південний Узян
Півде́нний Узя́н, також Узя́н, Ни́жній Узя́н (башк. Көньяҡ Үҙән, Үҙән, Түбәнге Үҙән, рос. Южный Узян, Узян, Нижний Узян) — річка в Росії, що протікає в межах Республіки Башкортостан. Ліва притока Білої, належить до басейну Ками. Під назвою Узян цю водну артерію не слід плутати із верхньою притокою Білої, яку також можуть іменувати без уточнення просто Узяном.
Витік Узяна розташований поміж південно-східних відрогів хребта Ямангир (Яман-Гира), на горі Узянбаш, що в 10 км на північ від села Кулганіно. Висота вершини, розташованої за 1 км від витоку, становить 928 м. У верхів'ях ця річка спочатку огинає гірський масив Південний Крака зі сходу, а далі прямує на південний захід до Білої. В останню вона впадає за 1098 км від її гирла. Загальна довжина Узяна становить 116 км, а площа водозбірного басейну складає 1590 км². Перепад висот між витоком і гирлом становить 570 м. Середньорічна витрата води в гирлі 3,3 м³/с. Швидкість течії зазвичай дорівнює 0,8 м/с, однак під час повені може досягати 2,5 м/с. Характер живлення Південного Узяна мішаний: ґрунтовий, дощовий і сніговий, однак останній тип значно переважає.
Рельєф басейну у верхів'ях являє собою середньогір'я, нижче за течією стає низькогірним. Річкова долина складена ультрабазальтами кракинського тектонічного комплексу, террігенними породами ордовика й силура. Вона дуже звивиста, вузька, добре виражена, на окремих ділянках помітні одна-дві річкових тераси — сліди поступового врізання води у гірські породи. У верхів'ях річище Узяна завширшки лише 1,5—2 м і завглибшки до 0,5 м. Однак зі схилів Південного Крака та Уралтау до нього стікають численні притоки різної величини, найбільшими з яких є річки Бетеря і, особливо, Велика Саргая. Внаслідок цього вже у місці впадіння Великої Саргаї річище Узяна розширюється до 15—30 м, і хоча його глибина на перекатах все ще не перевищує 0,5 м, однак на плесах вона вже досягає 2 м. Дно річки піщано-галечне, подекуди на ньому багато валунів.
Серед різних типів ландшафту на берегах Узяна переважають сосново-березові ліси з домішкою модрини, рідше трапляються ділянки чагарників, у нижній течії розвинуті луки. Лісистість басейну цієї річки складає 86 %, розораність — 5 %. Під лісами розвинуті органогенно-щебінясті ґрунти та малопотужні гірські опідзолені чорноземи.
Південний Узян протікає малонаселеною місцевістю. Його верхів'я розташовані в межах Башкирського заповідника, головною водною артерією якого він є.